# Stiffelio
Versions successives
- 1857 : Révision sous le titre d'Aroldo

Personnages
- Stiffelio, un pasteur évangélique de la secte des Ashavériens (ténor)
- Lina, sa femme (soprano)
- Stankar, son père, ancien colonel et comte d'empire (baryton)
- Raffaele di Leuthold, noble aimé de Lina (ténor)
- Jorg, ancien pasteur fanatique (basse)
- Dorotea, la cousine de Lina (mezzo-soprano)
- Federico di Frengel, aimé de Dorotea (ténor)
- Fritz, serviteur muet (mime)
- Amis du comte et disciples de Stiffelio, peuple ashavérien : (Chœurs et figurants)

Airs
- « Vidi dovunque gemere » - Stiffelio, Acte I, Scène 1
- « A te ascenda, O Dio clemente » - Lina, Acte I,Scène 1
- « Ah v'appare in fronte scritto » - Stiffelio,Acte I,Scène 1
- « Di qua varcando sul primo albore » - Stiffelio, Acte I, Scène 1
- « Ah dagli scanni eternei » - Lina, Acte II, Scène 1
- « Perder dunque voi volete » - Lina, Acte II, Scène 1
- « Lina pensai che un angelo » - Stankar,Acte III,Scène1
- « O gioia inesprimibile » - Stankar, Acte III, Scène 1

Stiffelio est un opéra en trois actes de Giuseppe Verdi, sur un livret de Francesco Maria Piave, d'après Le Pasteur ou l'évangile au foyer d'Émile Souvestre et Eugène Bourgeois, créé le 16 novembre 1850 au Teatro Grande de Trieste.
Totalement révisé par Verdi, il devient Aroldo sept ans plus tard.

## Genèse
Stiffelio est certainement un des opéras de Verdi les moins interprétés. C'est une  œuvre de jeunesse des plus réussies, composée en même temps que Rigoletto. Le problème fut la censure italienne qui trouvait immoral le sujet et força Verdi à expurger le livret, à changer le rôle-titre de prêtre en politicien, en bref à changer toute l'histoire. Pourtant il fut donné à Trieste le 16 novembre 1850 ; Verdi en fut désespéré et ordonna son retrait. Sept ans plus tard, il reprend cet opéra avec une histoire totalement différente, Aroldo, un conte médiéval et détruit le manuscrit original. Même si des partitions vocales (chant et piano) continuèrent à circuler, on n'en parlera plus jusqu'en 1968, après que deux copies « perdues » ont été découvertes à la bibliothèque du Conservatoire de Naples. La nouvelle première eut lieu au Teatro Regio de Parme sous la baguette de Peter Maag, mais là aussi la partition avait été modifiée par un éditeur. Au début Verdi avait été très intéressé par l'idée de cet opéra. Il était lassé des thèmes conventionnels sur lesquels il avait travaillé et cherchait  quelque chose de plus contemporain ; son librettiste Francesco Maria Piave lui avait parlé d'une pièce française appelée Le Pasteur ou l'Évangile et le foyer d'Eugène Bourgeois et Émile Souvestre, qui parlait d'un clergyman et de sa femme adultère. Verdi révolutionnaire moderne de cœur, et catholique uniquement de nom, fut séduit par cette histoire et décida de la mettre en musique. Mais la censure catholique ne pouvait oublier que le prêtre était marié. Après l'échec de Stiffelio, Verdi connut le succès avec La Traviata.

## Création

### Distribution
- Stiffelio, un pasteur évangélique de la secte des Ashavériens : Gaetano Fraschini (ténor)
- Lina, sa femme : Marietta Gazzaniga Malaspina (soprano)
- Stankar, son père, ancien colonel et comte d'empire : Filippo Colini (baryton)
- Raffaele di Leuthold, noble aimé de Lina : Raineri Dei (ténor)
- Jorg, ancien pasteur fanatique : Francesco Reduzzi (basse)
- Dorotea, la cousine de Lina : Amalia Viezzoli De Silvestrini (mezzo-soprano)
- Federico di Frengel, aimé de Dorotea : Giovanni Petrovich (ténor)
- Orchestre et chœurs : Teatro Grande de Trieste
- Maestro al cembalo et chef de chœur : Giuseppe Verdi
- Premier violon et directeur d’orchestre : Giuseppe Alessandro Scaramelli
- Direttore di scena : Francesco Maria Piave
- Décors : Pietro Pupilli et Giuseppe Bertoja

## Argument
L’action se déroule en Allemagne, dans le château du comte de Stankar, sur les rives de la Salzbach et dans les environs de Salzbourg, au début du XIXe siècle.

### Acte I
- Tableau I

Une salle au château du comte Stancar.
Après son retour de voyage, le pasteur Stiffelio raconte une histoire qui lui arriva: un batelier lui a remis le portefeuille d'un homme qui, fuyant la chambre d'une femme, s'est jeté dans le fleuve. Pratiquant le pardon, Stiffelio détruit la pièce à conviction, sans se douter qu'il s'agit de la preuve que sa femme, Lina, est coupable d'adultère. Seul Stancar, le père de Lina, a des soupçons en voyant Raffaele tenter de faire parvenir un message à sa fille par l'intermédiaire d'un livre. Mais il la contraint à garder le silence pour l'honneur de la famille.
- Tableau II

La salle de réception du château.
Le pasteur Jorg, également au courant de la tromperie de Lina, est persuadé que le cousin Federico est impliqué dans l'affaire. Stancar s'empare finalement du message.

### Acte II
Un cimetière près d'une vieille église.
Lina se réfugie sur la tombe de sa mère mais est assaillie par Raffaele. Elle le repousse, disant n'avoir cédé qu'en un instant de faiblesse. Stancar provoque Raffaele en duel. Alors qu'il tente de réconcilier  les deux hommes, Stiffelio apprend la faute de sa femme. Il est alors déchiré entre la jalousie et le devoir de pardonner en bon chrétien.

### Acte III
- Tableau I

Une antichambre au château.
Stancar apprend que Raffaele veut enlever Lina. Stiffelio décide alors d'un entretien avec sa femme, auquel Raffaele doit assister sans se montrer. Lina supplie son mari d'entendre sa confession non comme mari mais comme pasteur. Elle dit alors n'avoir cédé que par trahison et toujours vouer à son mari un amour sincère. Pressé de sauver l'honneur, Stancar a déjà tué Raffaele au cours de l'entretien.
- Tableau II

L'église.
Malgré son trouble, Stiffelio doit remplir les fonctions de son ministère. Il ouvre alors la Bible et tombe sur le passage de la femme adultère. Son sermon sur le texte biblique le conduit au pardon envers son épouse, bien qu'il soit profondément blessé.

## Discographie
- Mario del Monaco ( Stiffelio), Angeles Gulin (Lina), Giulio Fiovaranti (Stankar), Angelo Marchiandi (Raffaele), Chœurs et Orchestre du Théatre San Carlo de Naples, dir. Oliviero de Fabritiis, Live, 1973 (Opera d'Oro Allegro).
- José Carreras ( Stiffelio), Sylvia Sass (Lina), Matteo Manuguerra (Stankar), Ezio di Cesare (Raffaele), Chœurs et Orchestre de l'ORF de Vienne, dir. Lamberto Gardelli, 1979 (Philips), 1989 réédition CD (Philips Classics).
- Placido Domingo ( Stiffelio), Sharon Sweet (Lina), Vladimir Chernov (Stankar), Peter Riberi (Raffaele),  Paul Plishka (Jorg), Chœurs et Orchestre du Metropolitan Opera de New York, dir. James Levine, Live, 1994 (Deutsche Grammophon).

### Sources
- Istituto nazionale di studi verdiani
- Ouvrages cités